# Horgh
Horgh, né Reidar Horghagen le 7 mai 1971 à Bergen en Norvège, est un musicien norvégien. Il fut batteur du groupe de black metal Immortal de 1996 à 2020, et du groupe suédois de melodeath Hypocrisy de 2004 à 2022.

## Discographie
Avec Immortal
- Blizzard Beasts (album, 1997)
- At the Heart of Winter (album, 1999)
- Damned in Black (album, 2000)
- Sons of Northern Darkness (album, 2002)
- Live at BB Kings Club New York 2003 (enregistrement public, 2005)
- All Shall Fall (album, 2009)
- The Seventh Date of Blashyrkh (enregistrement public, 2010)
- Northern Chaos Gods (album, 2018)

Avec Grimfist
- Ghouls of Grandeur (album, 2003)

Avec Hypocrisy
- Virus (album, 2005)
- A Taste of Extreme Divinity (album, 2009)
- Hell over Sofia - 20 Years of Chaos and Confusion (enregistrement public, 2011)
- End of Disclosure (album, 2013)
- Worship (album, 2021)